# DHL

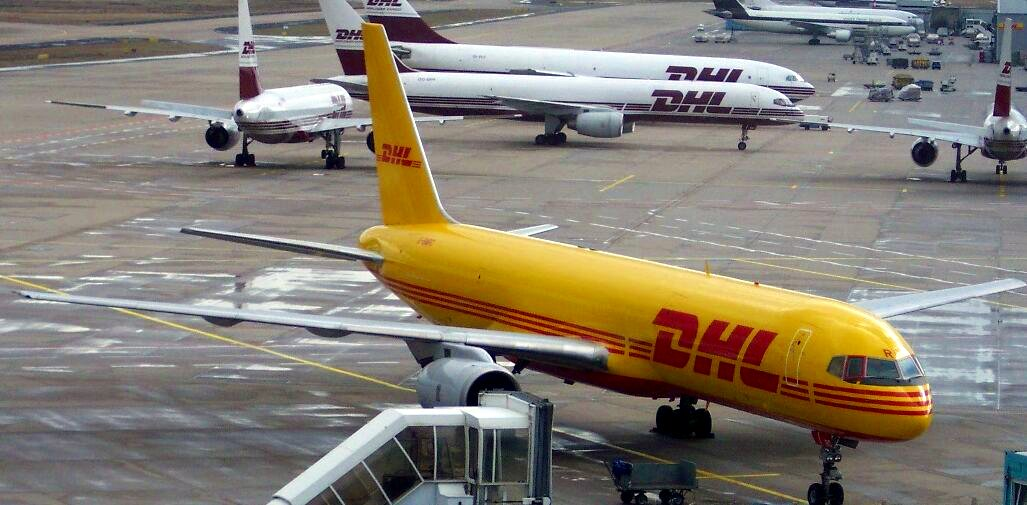
DHLの貨物輸送機（ボーイング757-200SF）

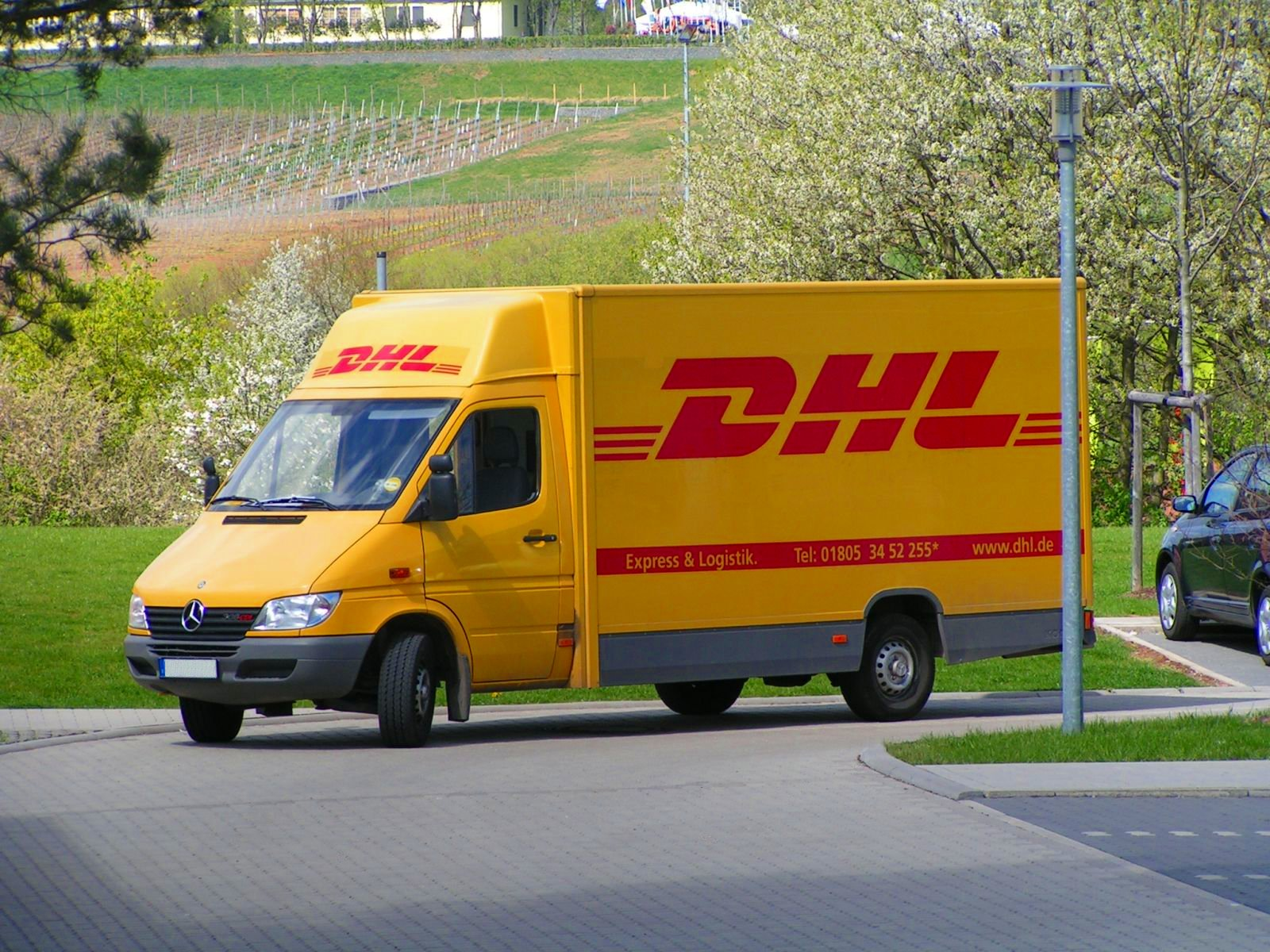
DHLの配送車

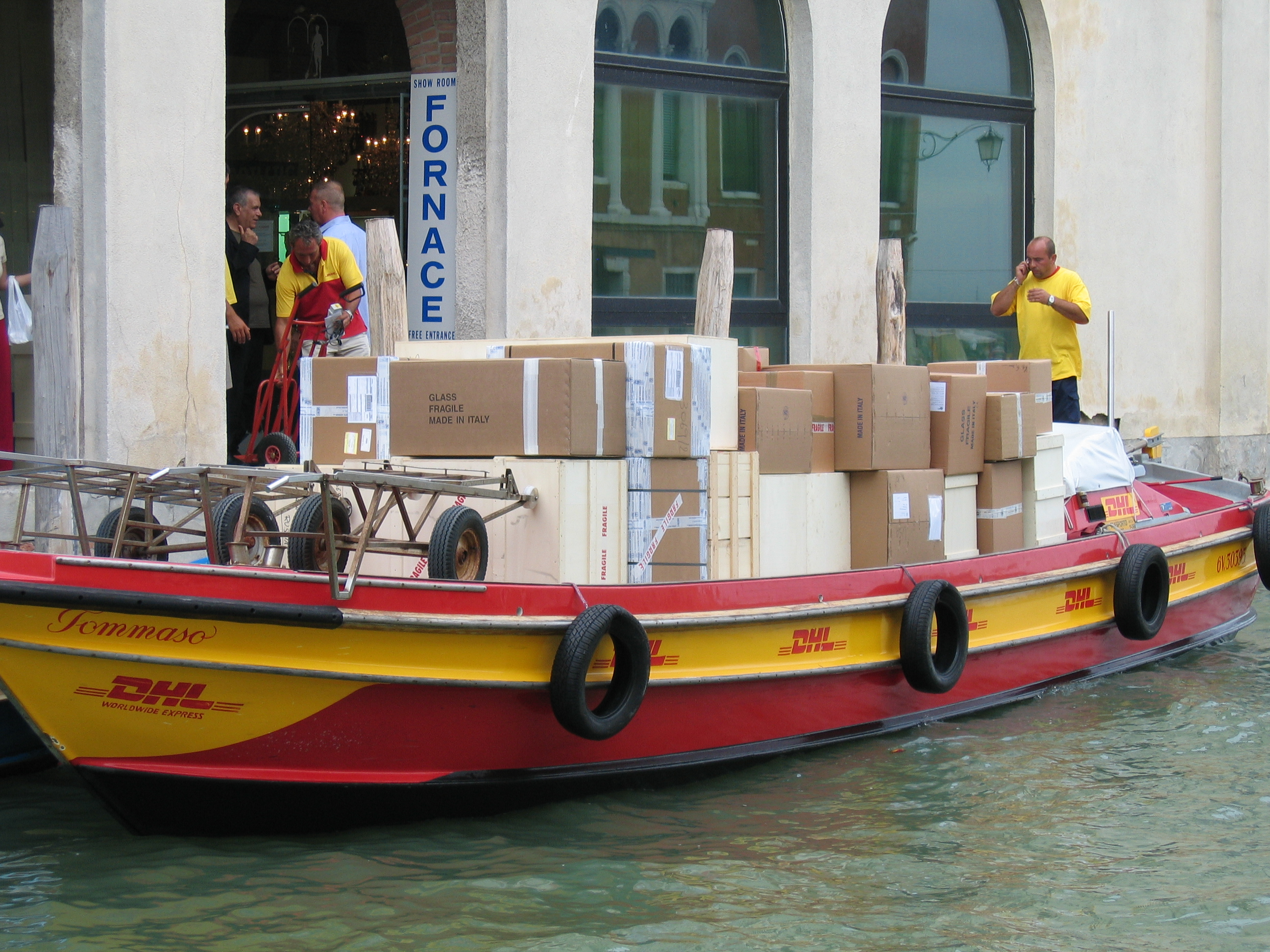
DHLのボート

DHL（ディーエイチエル）は、航空機を主体とした国際宅配便、運輸、ロジスティクスサービスを扱うドイツの国際輸送物流会社。本社はドイツ連邦のボン。事業展開国・地域数は228。現在はドイツポストの傘下となっている。
ドイツ国内および国外の宅配運送、ロジスティクスサービス等を複数社体制で提供する世界最大の国際輸送物流会社で、傘下のDHL Global Forwardingは世界第二位の国際貨物フォワーダーである（2021年）。
ドイツポストがドイツ国内郵便事業を担当し、DHLが国際宅配・輸送・ロジスティクス事業を担当する。
日本では、DHLジャパン株式会社、DHLグローバルフォワーディングジャパン株式会社、DHLサプライチェーン株式会社の3社がある。

## 歴史
DHLはアメリカ合衆国カリフォルニア州で1969年に創立された。会社名の由来は創業者であるAdrian Dalsey（1914-1994）、Larry Hillblom（1943-1995）、Robert Lynn（1920-1998年）の頭文字となっている。DHLは世界最初の国際宅配便であった。
3人はまず、アメリカ本土とホノルルとの宅配便を開始。そこからアジア・オーストラリアを足がかりにして大成功を収めた後、アメリカとヨーロッパにも進出し、国際宅配便の大手企業へと成長した。
1998年にドイツポストが同社の株式の22.5%を取得したのを機に事実上ドイツポスト傘下となり、アメリカ合衆国の会社ではなくなった。
1999年にドイツポストはスイスの大手ロジスティクス企業であるダンザスを傘下に入れ、DHLにおいてロジスティクスサービスを提供する会社としてダンザスをDHL Danzas Air & Oceanへ名称変更。
2002年にはドイツポストが国際宅配便のDHLを100%子会社化。旧ダンザスとは国際宅配便DHL Expressの社名で区別される。
2003年にそれまで国際宅配便とは別ブランドとして提供していたDHL Danzas Air & OceanのサービスをDHL Expressのものとブランド統一。それに伴いDHL Danzas Air & Oceanは社名をDHL Global Forwardingと変更した。
2005年ドイツポストが、当時世界最大の3PL企業であった英エクセルの全株式を取得し、社員50万人を有する世界最大規模の統合物流企業が誕生。旧エクセルはDHL Supply Chainへとブランド変更した。

## アウトソーシング
業務請負データは下記の通り。
- 従業員：約285,000人
- 営業所数：約6500ヶ所
- 倉庫・ターミナル数：450ヶ所以上
- 出入口数：240
- 所有航空機数：420機
- 車両数：76,200台
- 配達国・地域数：220以上
- 年間の積荷数：15億個以上
- 配達都市数：120,000以上

## DHLジャパン
ディー・エイチ・エル・ジャパン株式会社（DHL JAPAN）は、DHLインターナショナルの日本法人。本社は東京都品川区にある。
- 沿革
  - 1972年6月 DHLインターナショナル日本支社として創業
  - 1979年8月 法人設立

2006年7月から「グリーンロジスティクス」と称する環境保護への取り組みの一環としてメルセデス・ベンツ・Aクラスの燃料電池自動車"F-Cell"を借り受け、東京都内で配送車として2008年まで試験運行した。また2013年には電気自動車の日産・e-NV200をモニター運行、2014年12月より環境プログラム「GoGreen」の一環としてe-NV200を導入している。
愛知県の中部国際空港に、資本提携関係にあるエア・ホンコンの機体（A300F型）を使用して定期貨物路線として貨物運輸を行っている。
2007年1月 Jリーグ浦和レッドダイヤモンズとオフィシャルパートナー契約を締結。AFCチャンピオンズリーグをはじめとした国際カップ戦でDHLのマークを入れたユニフォームを提供（Jリーグなど日本国内での試合では広告看板の掲出のみ）。2009年からは国内リーグ戦・カップ戦用ユニフォームのパンツ部分に広告を掲出している。
地方など自社で集配対応できない地域では、提携先の佐川急便が荷物の集荷及び配達を行っている。

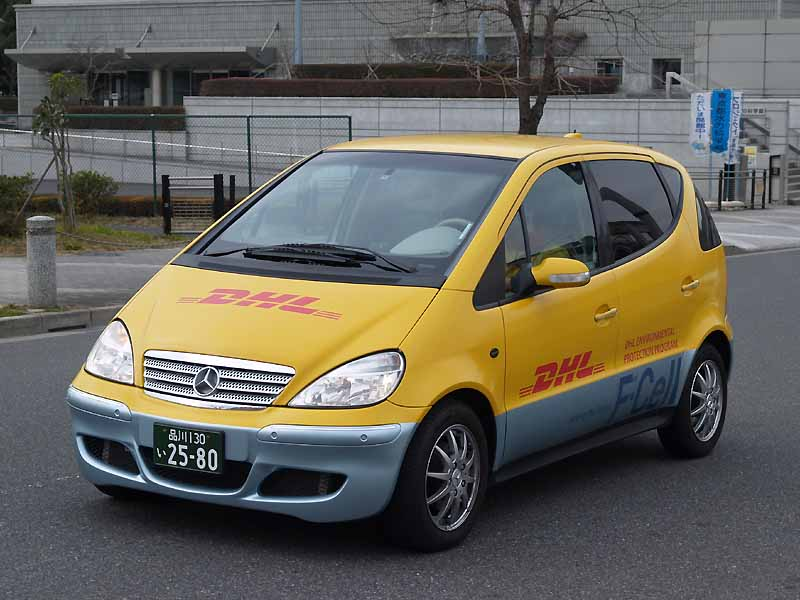
グリーンロジスティクスの一環で導入された燃料電池自動車(F-Cell)
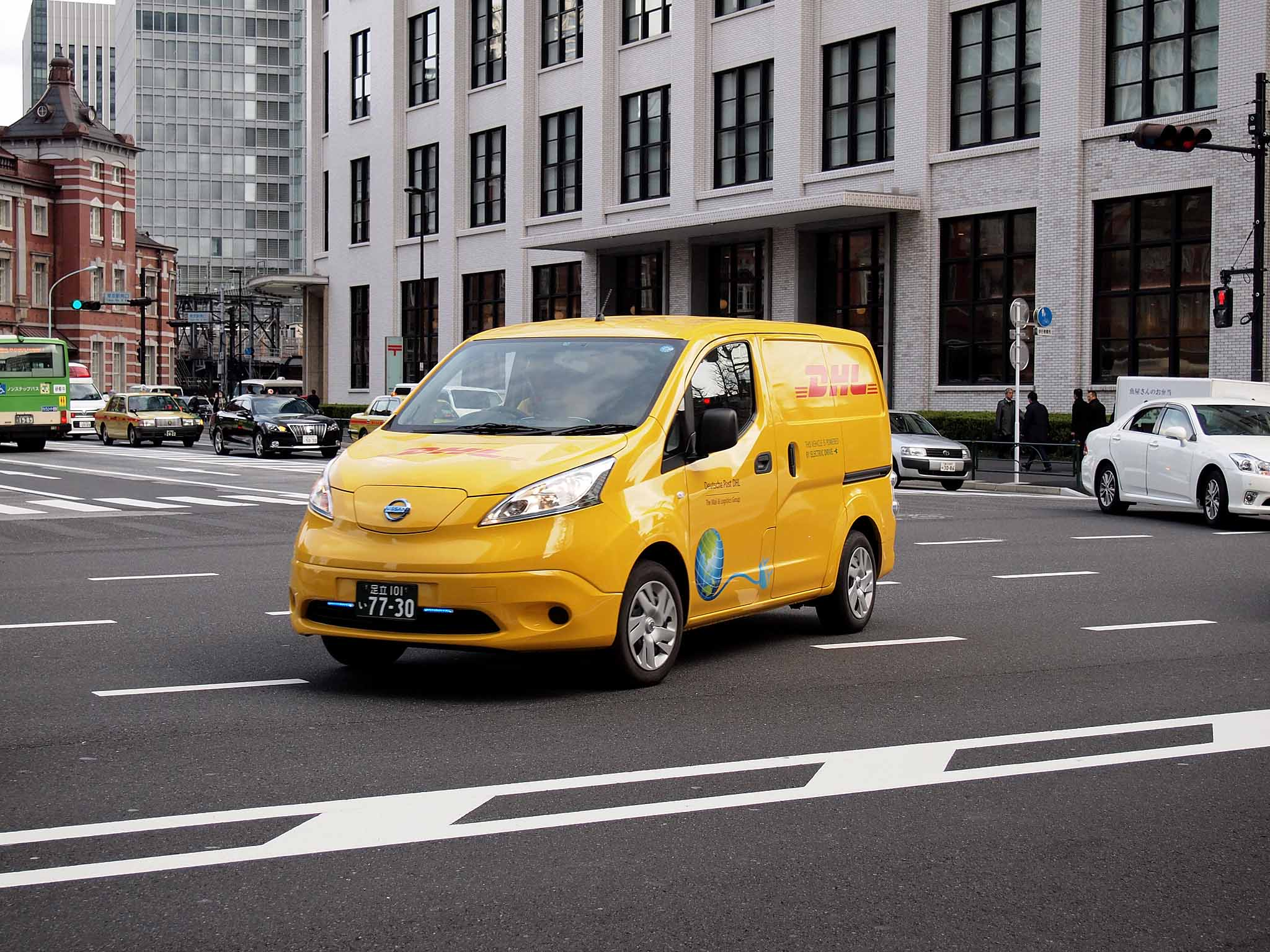
GoGreenの一環で導入された電気自動車(e-NV200)

## 航空事故
- ユーバーリンゲン空中衝突事故 - 空中衝突事故
- DHL貨物便撃墜事件 - テロリストによる撃墜行為
- 2022年4月7日10時25分頃（日本時間8日午前1時25分頃）、フアン・サンタマリーア国際空港発ラ・アウロラ国際空港行きD07216便（ボーイング757-200型機、機体番号：HP-2010DAE）が機材故障で引き返して当空港に緊急着陸した際、滑走路から逸脱し機体後部が真っ二つに割れた後停止した。乗員2名に怪我は出なかったが、この影響で当空港は約5時間に渡って一時閉鎖された。

## テレビ番組
- 日経スペシャル ガイアの夜明け 1億人の貨物を奪え! 〜物流戦争の風雲児たち〜（2005年4月26日、テレビ東京）[7]。- ドイツポストの世界戦略を取材。